# École normale supérieure de Nouakchott
Pour les autres articles nationaux ou selon les autres juridictions, voir École normale supérieure.
L'École normale supérieure de Nouakchott (ENS Nouakchott) est un établissement d'enseignement supérieur situé à Nouakchott en Mauritanie et chargé de former les enseignants, professeurs et inspecteurs de l'enseignement secondaire.

## Présentation
Elle a été fondée le 20 septembre 1970 et est placée sous la tutelle du Ministère de l'Éducation nationale. En 2007, l'école comptait 46 professeurs mauritaniens et accueillait 301 élèves. Elle en a formé 5 279 en tout depuis la première promotion en 1972.
L'école entretient des programmes de relations et d'échanges avec de nombreux établissements d'enseignement du Maghreb, d'Afrique francophone et avec l'Institut universitaire de formation des maîtres de Lyon. 